# Lee Kwang-soo
Lee Kwang-soo (hangul: 이광수; rr: I Gwang-su; nascido em 14 de julho de 1985) é um ator, apresentador e modelo sul-coreano. Ele fez sua estreia como ator no sitcom Here He Comes (2008) e recebeu reconhecimento por seus papéis nos dramas televisivos It's Okay, That's Love (2014), The Sound of Your Heart (2016-2017) e Live (2018), além dos filmes Confession (2014), Collective Invention (2015) e Inseparable Bros (2019).	
Além de atuar, Lee também é conhecido por ser um dos membros regulares do programa de variedades sul-coreano Running Man da SBS desde 2010.

## Carreira
Lee Kwang-soo iniciou sua carreira no entretenimento em 2007 como modelo. Sua estreia na atuação aconteceu em 2008 no sitcom Here He Comes, seguido de High Kick Through the Roof. Sua popularidade cresceu após se tornar um dos membros do programa Running Man da SBS. Dentre seus inúmeros apelidos recebidos no programa, no momento é mais comumente conhecido por "Príncipe da Ásia", devido ao assédio que recebe de inúmeros fãs, sempre que episódios do programa são gravados em outros países da Ásia, como Tailândia, Hong Kong, China, Macau, Indonésia e Vietnã. Em 2010 e 2011, venceu os prêmios no SBS Entertainment Awards de "Nova Estrela" e "Melhor Recém-chegado" (categoria variedade), respectivamente. Em 2012, Lee participou de papéis em comédias românticas como  Wonderful Radio e All About My Wife, além de suspense em The Scent. No final do ano, se reuniu com seu amigo e ex-membro de Running Man, Song Joong-ki, no melodrama The Innocent Man.
Em 2013, após outro papel de apoio em A Wonderful Moment (também conhecido como  My Little Hero), Lee Kwang-soo emprestou sua voz para o personagem principal Marco do filme de animação Maritime Police Marco, que contou com a participação de sua companheira de Running Man Song Ji-hyo. Ele declarou publicamente que gostaria de interpretar um antagonista na televisão ou no cinema, e conseguiu ao ser escalado para o papel do príncipe Imhae (o irmão vilão do rei Gwanghae) no drama Goddess of Fire. Mais tarde, Lee foi escolhido como um dos rapazes principais da minissérie Secret Love, estrelado pelas integrantes do girl group KARA. Em 17 de agosto de 2013, ele realizou seu primeiro encontro de fãs solo em Singapura, para um público de 2.000 fãs, sendo considerado um sucesso. Em 4 de janeiro de 2014 outro encontro foi realizado, desta vez na Malásia, para um público de quase 3.000 fãs. Em 2014 Lee interpretou o personagem Min-soo, seu primeiro grande papel no cinema através do filme Confession (também conhecido como Good Friends). Ele então retornou a televisão na comédia romântica It's Okay, That's Love, aparecendo em um papel de apoio como um paciente com a síndrome de Tourette. Ainda em 2014 Lee ao lado de Hwang Chansung (da boyband 2PM), estrelou o filme A Dynamite Family. Em 2015, interpretou o protagonista em Mutant (lançado internacionalmente sob o nome de Collective Invention), que foi exibido na seção vanguarda do Festival Internacional de Cinema de Toronto, marcando a primeira vez que ele compareceu ao tapete vermelho de um festival de cinema internacional. Ele também estrelou o drama de dois episódios intitulado Puck! que foi exibido em janeiro de 2016.

## Filmografia

### Filmes
| Ano  | Título                                | Papel          | Ref.          |
| ---- | ------------------------------------- | -------------- | ------------- |
| 2011 | Battlefield Heroes                    | Moon-di        | [ 16 ]        |
| 2012 | Wonderful Radio                       | Cha Dae-geun   | [ 17 ]        |
| 2012 | The Scent                             | Gi-poong       | [ 18 ]        |
| 2012 | All About My Wife                     | PD Choi        | [ 19 ]        |
| 2013 | A Wonderful Moment                    | Kim Jung-il    | [ 20 ]        |
| 2013 | Maritime Police Marco                 | Marco          | [ 21 ] [ 22 ] |
| 2013 | Walking with Dinosaurs 3D             | Patchi         | [ 23 ] [ 24 ] |
| 2014 | Confession                            | Min-soo        | [ 25 ]        |
| 2014 | A Dynamite Family                     | Constable Park | [ 26 ]        |
| 2015 | Collective Invention                  | Park Goo       | [ 27 ]        |
| 2018 | The Accidental Detective 2: In Action | Yeo Chi        | [ 28 ]        |
| 2019 | Inseparable Bros                      | Park Dong-goo  | [ 29 ]        |
| 2019 | Tazza: One Eyed Jack                  | Jo Kka-chi     | [ 30 ]        |
| 2020 | Sinkhole                              | Kim Seung-hyun | [ 31 ]        |

### Televisão
| Ano       | Título                          | Papel                                                   | Emissora  | Ref.   |
| --------- | ------------------------------- | ------------------------------------------------------- | --------- | ------ |
| 2008      | The Scale of Providence         | Oh Kwang-chul                                           | SBS       |        |
| 2008–2009 | Here He Comes                   | Oh Man-soo                                              | MBC       | [ 32 ] |
| 2009–2010 | High Kick Through the Roof      | Lee Kwang-soo                                           | MBC       | [ 33 ] |
| 2010      | Dong Yi                         | Park Young-dal                                          | MBC       | [ 34 ] |
| 2011      | City Hunter                     | Go Ki-joon                                              | SBS       | [ 35 ] |
| 2011–2012 | Bachelor's Vegetable Store      | Nam Yoo-bong                                            | Channel A | [ 36 ] |
| 2012      | The Innocent Man                | Park Jae-gil                                            | KBS2      | [ 37 ] |
| 2013      | Dating Agency: Cyrano           | Choi Dal-in (participação, ep 6-8)                      | tvN       | [ 38 ] |
| 2013      | Goddess of Fire                 | Príncipe Imhae                                          | MBC       | [ 39 ] |
| 2013      | Potato Star 2013QR3             | primeiro amor de Bo-young (participação, ep 18)         | tvN       | [ 40 ] |
| 2014      | Secret Love                     | Lee Tae-yang (ep 7-8: "A Seven Day Summer")             | Dramacube | [ 41 ] |
| 2014      | It's Ok, That's Love            | Park Soo-kwang                                          | SBS       | [ 42 ] |
| 2015      | The Girl Who Sees Smells        | Himself (participação, ep 1)                            | SBS       | [ 43 ] |
| 2016      | Puck!                           | Jo Joon-man                                             | SBS       | [ 44 ] |
| 2016      | Descendants of the Sun          | Toy gun range shooting shop worker (participação, ep 1) | KBS2      | [ 45 ] |
| 2016      | Dear My Friends                 | Yoo Min-ho (participação)                               | tvN       | [ 46 ] |
| 2016      | Entourage                       | Cha Joon                                                | tvN       | [ 47 ] |
| 2016–2017 | The Sound of Your Heart         | Jo Suk                                                  | KBS2      | [ 48 ] |
| 2016–2017 | Hwarang: The Poet Warrior Youth | Mak-moon (participação, ep 1-2)                         | KBS2      | [ 49 ] |
| 2017      | The Best Hit                    | Yoon-ki (participação, ep 2)                            | KBS2      | [ 50 ] |
| 2018      | Live                            | Yeom Sang-soo                                           | tvN       | [ 51 ] |

### Programas de variedades
| Ano           | Título                      | Função                                               | Emissora         |
| ------------- | --------------------------- | ---------------------------------------------------- | ---------------- |
| 2009          | Introducing a Star's Friend | Convidado - episódios: 56-57                         | MBC              |
| 2009          | Star Golden Bell            | Convidado - episódio: 230                            | KBS2             |
| 2010          | Come to Play                | Convidado - episódio: 286                            | MBC              |
| 2010          | Strong Heart                | Convidado - episódios: 25-26                         | SBS              |
| 2010–presente | Running Man                 | Membro do elenco                                     | SBS              |
| 2011          | Happy Together 3            | Convidado - episódio: 229                            | KBS2             |
| 2012          | Yoon Do-hyun's MUST         | Convidado - episódio: 54                             | Mnet             |
| 2013          | Gag Concert                 | Convidado - episódio: 681                            | KBS2             |
| 2014          | Taxi                        | Convidado - episódio: 336                            | tvN              |
| 2014          | Magic Eye                   | Convidado - episódio: 1                              | SBS              |
| 2015          | Perhaps Love                | Membro do elenco - temporada 2 (com Lynn Hung)       | Hubei Television |
| 2015          | Yaman TV                    | Convidado - episódio: 1                              | Mnet             |
| 2015          | Inkigayo                    | MC especial                                          | SBS              |
| 2015          | Healing Camp                | Aparição especial - episódio: 195                    | SBS              |
| 2015          | The Amazing Race (China)    | Convidado especial - temporada 2 (com Kim Jong-kook) | Shenzhen TV      |
| 2016          | We Kid (WE sing like a KID) | Convidado - episódios: 1-5                           | Mnet, tvN        |
| 2018          | Busted!                     | Membro do elenco - temporada 1                       | Netflix          |

### Aparições em vídeos musicais
| Ano  | Canção                                              | Artista                                                                     |
| ---- | --------------------------------------------------- | --------------------------------------------------------------------------- |
| 2011 | "격산타우 (Kyuksantawoo)"                           | LeeSsang                                                                    |
| 2012 | "Oh Fresh Men" (The Bachelor's Vegetable Store OST) | VF6DOLE (Ji Chang-wook,Kim Young-kwang,Lee Kwang-soo,Shin Won-ho e Sung Ha) |
| 2012 | "Busan Vacance"                                     | Skull e Haha                                                                |
| 2012 | "Fanta CF"                                          | Baek Jin-hee e Kang Seung-yoon (Winner)                                     |
| 2013 | "Fanta Idol Temporada 1"                            | Jung Eun-ji e Niel (Teen Top)                                               |
| 2013 | "Fanta Idol Temporada 2"                            | Niel (Teen Top) e Jung Eun-ji                                               |
| 2013 | "You Are the Best" Teaser                           | Byul                                                                        |
| 2013 | "Runaway"                                           | KARA                                                                        |
| 2015 | "Again"                                             | Turbo                                                                       |
| 2016 | "MOMOMO"                                            | Cosmic Girls                                                                |

## Prêmios e indicações
| Ano  | Prêmio                               | Categoria                                             | Trabalho nomeado                      | Resultado | Ref.          |
| ---- | ------------------------------------ | ----------------------------------------------------- | ------------------------------------- | --------- | ------------- |
| 2008 | Mnet 20's Choice Awards              | Estrela Quente de CF[1]                               | —                                     | Venceu    | [ 52 ]        |
| 2009 | Asia Model Festival Awards           | Prêmio de Modelo em CF                                | —                                     | Venceu    | [ 53 ]        |
| 2010 | SBS Entertainment Awards             | Prêmio de Nova Estrela                                | Running Man                           | Venceu    |               |
| 2011 | SBS Entertainment Awards             | Melhor Recém-chegado em Variedade                     | Running Man                           | Venceu    |               |
| 2012 | Baeksang Arts Awards                 | Melhor Ator Revelação                                 | Wonderful Radio                       | Indicado  |               |
| 2012 | Blue Dragon Film Awards              | Melhor Ator Revelação                                 | All About My Wife                     | Indicado  |               |
| 2012 | KBS Drama Awards                     | Melhor Ator Coadjuvante                               | The Innocent Man                      | Indicado  |               |
| 2013 | SBS Entertainment Awards             | Prêmio de Amizade                                     | Running Man                           | Venceu    | [ 54 ]        |
| 2013 | SBS Entertainment Awards             | Escolha do Espectador: Estrela Mais Popular           | Running Man                           | Venceu    | [ 54 ]        |
| 2014 | Korea Drama Awards                   | Prêmio de excelência, Ator                            | It's Okay, That's Love                | Venceu    | [ 55 ]        |
| 2014 | APAN Star Awards                     | Prêmio de Estrela Popular, Ator                       | It's Okay, That's Love                | Venceu    | [ 56 ]        |
| 2014 | SBS Entertainment Awards             | Prêmio de Excelência em Variedade                     | Running Man                           | Venceu    | [ 57 ]        |
| 2014 | SBS Drama Awards                     | Prêmio Especial, Ator em Minisséries                  | It's Okay, That's Love                | Venceu    | [ 58 ]        |
| 2015 | Prêmio de Fashionista                | Melhor Fashionista Masculino                          | —                                     | Venceu    | [ 59 ]        |
| 2016 | Sina Weibo Night Awards              | Prêmio de Popularidade Ásia                           | —                                     | Venceu    | [ 60 ]        |
| 2016 | Jumei Awards Ceremony                | Influência em Variedade                               | —                                     | Venceu    | [ 61 ]        |
| 2016 | Annual DramaFever Awards             | Melhor Bromance (com Kim Jong-Kook)                   | Running Man                           | Venceu    | [ 62 ]        |
| 2016 | Korean Popular Culture & Arts Awards | Prêmio do Primeiro Ministro                           | —                                     | Venceu    | [ 63 ]        |
| 2016 | KBS Entertainment Awards             | Prêmio de Questão Quente em Variedade                 | The Sound of Your Heart               | Venceu    | [ 64 ]        |
| 2016 | KBS Entertainment Awards             | Prêmio de Melhor Casal (com Jung So-min)              | The Sound of Your Heart               | Venceu    | [ 64 ]        |
| 2016 | SBS Entertainment Awards             | Prêmio Top Excelência em Programa de variedade        | Running Man                           | Venceu    | [ 65 ]        |
| 2016 | SBS Entertainment Awards             | Prêmio de Rapaz Incômodo                              | Running Man                           | Venceu    | [ 65 ]        |
| 2017 | Korea Film Actors Association Awards | Prêmio Top Entertainer                                | —                                     | Venceu    | [ 66 ] [ 67 ] |
| 2017 | SBS Entertainment Awards             | Prêmio de Melhor Casal (com Jeon So-min)              | Running Man                           | Venceu    | [ 68 ]        |
| 2017 | SBS Entertainment Awards             | Prêmio de Estrela Global (com membros de Running Man) | Running Man                           | Venceu    |               |
| 2018 | 2018 Korea Best Star Awards          | Prêmio de Melhor Estrela Popular                      | The Accidental Detective 2: In Action | Venceu    | [ 69 ]        |
| 2018 | SBS Entertainment Awards             | Prêmio de Melhor Casal (com Jeon So-min)              | Running Man                           | Indicado  | [ 70 ] [ 71 ] |
| 2018 | SBS Entertainment Awards             | Prêmio de Popularidade                                | Running Man                           | Venceu    | [ 70 ] [ 71 ] |
| 2019 | Blue Dragon Film Awards              | Melhor Ator Coadjuvante                               | Inseparable Bros                      | Indicado  | [ 72 ]        |
| 2019 | Blue Dragon Film Awards              | Prêmio de Estrela Popular                             | Inseparable Bros                      | Venceu    | [ 72 ]        |
| 2019 | Asia Artist Awards                   | Prêmio Roubador de Cena                               | —                                     | Venceu    | [ 73 ]        |
| 2019 | Asia Artist Awards                   | Melhor K-Cultura (Ator)                               | —                                     | Venceu    | [ 74 ]        |
| 2019 | SBS Entertainment Awards             | Prêmio Estrela SNS                                    | Running Man                           | Venceu    | [ 75 ]        |

Nota 1↑ :
CF é a abreviatura de commercial film, que é como são chamados os anúncios publicitários para a televisão na Coreia do sul.